# Plectrocnemia barbata
Plectrocnemia barbata là một loài Trichoptera hóa thạch trong họ Polycentropodidae.